# Éléonore de Bourbon (1532-1611)
Éléonore de Bourbon, née le 18 janvier 1532 au Louvre et morte le 26 mars 1611 à l'abbaye de Fontevraud, est la fille de Charles IV de Bourbon, duc de Vendôme et de Françoise d'Alençon. Elle est abbesse de Fontevraud du 21 septembre 1575 au 26 mars 1611.
Éléonore de Bourbon est la sœur d'Antoine de Bourbon, père d'Henri de Bourbon, lui-même futur roi de France sous le nom d'Henri IV.

## Biographie
Elle prend d'abord le voile à Soissons, et arrive à l'abbaye de Fontevraud en mai 1549. Elle est d'abord prieur du prieuré fontevriste de Tusson avant de devenir abbesse de Fontevraud en 1575.
Éléonore de Bourbon est également une grande bâtisseuse : elle fait vitrer le cloître de son abbaye, termine le grand dortoir et réédifie l'infirmerie Saint-Benoît,, dégradée à la suite de l'inondation de 1558. A sa mort lui succède Louise de Bourbon-Lavedan.